# Brett Lancaster
Brett Lancaster (Shepparton Victòria Austràlia, 15 de novembre de 1979) és un exciclista australià, professional des del 2003 fins al 2015.
Els seus èxits esportius més importants els ha aconseguit fins ara en pista, guanyant la medalla d'or en la prova de persecució per equips dels Jocs Olímpics d'Atenes de 2004, així com diversos campionats del món de la mateixa especialitat.

## Palmarès en ruta
- 2002
  - 1r al Tour d'Overijssel
- 2004
  - Vencedor d'una etapa del Tour de Langkawi
- 2005
  - Vencedor d'una etapa del Giro d'Itàlia
- 2008
  - Vencedor d'una etapa de la Volta a Alemanya
- 2010
  - Vencedor d'una etapa a la Volta a Califòrnia
- 2013
  - Vencedor d'una etapa a la Volta a Eslovènia i 1r a la Classificació per punts

### Resultats al Tour de França
- 2007. Abandona (5a etapa)
- 2008. 129è de la classificació general
- 2009. 127è de la classificació general
- 2010. 159è de la classificació general
- 2012. Abandona (15a etapa)
- 2013. 154è de la classificació general

### Resultats al Giro d'Itàlia
- 2004. 124è de la classificació general
- 2005. 112è de la classificació general. Vencedor d'una etapa i vesteix la maglia rosa durant una etapa
- 2007. 115è de la classificació general
- 2011. Abandona (15a etapa)
- 2012. No surt (14a etapa)
- 2013. 121è de la classificació general
- 2014. No surt (7a etapa)
- 2015. 128è de la classificació general

### Resultats a la Volta a Espanya
- 2014. Abandona (13a etapa)

## Palmarès en pista
- 1997
  -  Campió del món júnior en Persecució per equips (amb Graeme Brown, Scott Davis i Michael Rogers)
- 1998
  - Medalla d'or als Jocs de la Commonwealth en persecució per equips (amb Bradley McGee, Michael Rogers, Timothy Lyons i Luke Roberts)
- 2002
  -  Campió del món de persecució per equips (amb Peter Dawson, Stephen Wooldridge i Luke Roberts)
- 2003
  -  Campió del món de persecució per equips (amb Peter Dawson, Stephen Wooldridge i Luke Roberts)
- 2004
  -  Medalla d'or als Jocs Olímpics d'Atenes en persecució per equips (amb Graeme Brown, Bradley McGee i Luke Roberts)

### Resultats a laCopa del Món
- 1998
  - 1r a Victòria, en Persecució per equips
- 1999
  - 1r a Frisco i Cali, en Persecució per equips